# 岐阜市ホームレス襲撃殺人事件
岐阜市ホームレス襲撃殺人事件（ぎふしホームレスしゅうげきさつじんじけん）は岐阜県岐阜市内で発生した集団殺人事件、および少年犯罪。

## 被害者
被害者の男性は死亡当時81歳。事件現場付近で約20年間テントで暮らし、生活保護などの行政支援は受けずに空き缶を拾い集め売って生計を立てていた。「自分には学がないから」と、図書館で読書するのが日課だった。男性の死亡を受けて現場には花や手紙を寄せる人が多く訪れ、中には幼い頃散歩の途中に道路に飛び出したところを男性に助けられた女子高校生もいた。生前はコーヒー好きで、野良猫を餌付けしている姿がよく見られていた。

## 事件の推移
2020年3月中旬頃から、被害者であるホームレスの男性と橋の下のテントで同居していた女性に対し、加害者は石を投げる等の嫌がらせを日常的に行っていた。決定要旨によれば、ホームレスを見下す意識のもと「遊び」感覚での犯行であった。事件当時の加害者は岐阜県内の会社員ら5人組だったが、普段は男女10人組で嫌がらせ等を行っていたとされる。被害者の男性は警察に4回程相談していた。
3月25日に被害者のテントを岐阜県内の会社員ら5人組が襲撃、被害者男性が同居人の女性と北に1キロ程逃走し、1キロ先の岐阜市河渡で会社員ら5人のうち3人が、後頭部に強い打撃を加えた瞬間が監視カメラに映っていた。男性は脳挫傷・急性硬膜下血腫で死亡した。警察は殺人事件として捜査し、事件から約1ヶ月後の2020年4月23日に犯人5人を逮捕、加害者らは19歳で成人に達しておらず、少年法により実名報道がされなかった。

## 刑事処分等
岐阜県警察は2020年4月23日に会社員の少年1人(のちにイビデン社員と報道)と無職の少年2人を殺人容疑で、男子大学生2人（のちに朝日大学学生と報道）を傷害致死容疑で逮捕。岐阜地方検察庁は2020年5月15日に、殺人容疑で送検された3人のうち、逮捕後に成人した元19歳少年1人を岐阜地方裁判所に起訴、2人を傷害致死の非行内容で岐阜家庭裁判所に送致、傷害致死容疑で逮捕された少年2人については「暴行を共謀した事実が認められない」として不起訴処分となった。
傷害致死の非行事実により家裁送致された2人について、岐阜家裁は2週間の観護措置を経て、6月8日付で、1人を岐阜地検に逆送致、1人を少年院送致の保護処分とした。岐阜地検に逆送致された少年は起訴された。
朝日大学は有識者を交えた学内調査委員会を設置。加害者の少年については学則の懲戒規定に則り厳正に対処すると発表した。

## 風評被害
少年法により加害者の実名掲載は禁じられているが、ネット上では「大学名も実名も出すべきだ」などとして加害者の少年らを特定する動きが高まった。逮捕直後、逮捕された少年のうち2人が朝日大学の硬式野球部に所属していると報道があり、大学は報道内容を認めた。これを受けて朝日新聞などの大手メディアも少年の所属について報じた。 
ネットで根拠のない「特定」が進められる中で無関係の男性が事件に関与したとしてデマ情報を流されたり、硬式野球部員の学生の内々定が取り消されたりと事件に無関係の学生の就職活動にまで影響を及ぼす風評被害に発展した。
事件当初から「少年たちは猫を虐待していた」という情報が根拠なくインターネット上で広く拡散されたが、後に被害者の女性がこの噂を否定したためデマであったことが確認された。

## 無期限活動停止と監督辞任
イビデン野球部は当面の間活動停止するとした
また、朝日大学は硬式野球部を無期限活動停止処分とし、藤田明宏監督は引責辞任した。硬式野球部は偏見の目で見られる中ボランティア活動などで信頼回復に努め、2020年9月に約5カ月ぶりに活動を再開。3年生の硬式野球部主将は「いつかは現場を訪れ、手を合わせたい」と話した。

## 刑事裁判
2021年3月11日に起訴された少年2人の初公判である裁判員裁判が岐阜地方裁判所で開かれ、罪状は傷害致死、事件番号は、(令和2年（わ）第215号等)。初公判を迎える前に被害者といた女性は、「私たちを執拗（しつよう）に狙った理由が知りたい」と訴えた。

### 初公判・岐阜地方裁判所
2021年3月11日(初公判)岐阜地方裁判所(出口博章裁判長)で少年2人の初公判が開かれた。少年2人は起訴内容を認め、冒頭陳述で検察側は、少年らが事件以前に2020年3月上旬以降6回にわたって「被害者らに石を投げて反応を見て楽しんでいた」と指摘、「事件当日は車で現場に行き、二手に分かれて投石を始めた」と主張した。一方、弁護側は、傷害致死罪の成立は争わないで「（投石は）被害者をからかいその反応を楽しむ目的だった。被害者に石を当てたり、けがをさせるつもりはなかった」と主張した。また検察側から「待って、石がない」「俺らいけるよ」「3、2、1でいくで」「いくよー。3、2、1。ライト、ライト、ライト」といった事件当時のスマホの通話アプリの会話が裁判員に公開された。

#### 第2回以降公判
2021年3月12日(2回公判)では、事件当時まで犠牲者の男性と共に生活していた女性が証人として出廷。女性は、「昨年(2020年)3月に入ってから、深夜になると毎日のように被告らが現れ、石を投げられた。殺されるかもしれないという恐怖から、夜も眠れない状況だった」と当時を振り返った。被害者たちは、4回ほど110番通報したのにもかかわらず、状況が改善されるどころか日に日に激しさを増していったことが明らかになった。男性が死亡した2020年3月25日には「今日は逃がさんぞ」という言葉とともに、執拗に追いかけられ、逃げるために使おうとした女性の自転車の車輪あたりを何度も蹴って転倒させられたと語った。女性は最後に、「なぜ私たちを狙い、何の落ち度もない〇〇（被害者）さんを死なせたのか」と訴えた。
2021年3月15日(3回公判)では、当時会社員だった元少年の被告人質問があった。被害者を約1キロにわたり執拗に追いかけた理由は、「警察に言われないように、止めようとした」と述べた。さらに元少年は、「怒った被害者をからかったり逃げたりすることが楽しくなっていった」。通報される不安もあったが「けがをさせるつもりはなかったし、ちょっとの間なら警察に見つからないと思った」と説明した。この襲撃は、事件を含めると7回行われていて、この元少年は4回目から参加。「被害者はどんな風に出てくるかな」と思いながら石を投げた。女性が堤防のり面の細い通路を自転車を押して逃げるのが目に入り、追い掛けた。回り込んで立ちふさがり「足で自転車を抑え、ライトを照らした」。それまでの襲撃で通報されていたことを知っていたとし、これ以上の通報を止めたかったと証言した。元少年が、投げたソフトボール大の土の塊を被害者の顔面に当て絶命させた。被害者の近くに行くといびきみたいな音は聞こえたが、「やってしまったことから逃れようと思い、救急車は呼べなかった」と逃げたという。元少年は、「被害者の立場を見下して、嫌がらせや石投げをした。その考えは全部間違っていた」と声を震わせた。
2021年3月16日(4回公判）では、当時大学をすでに退学していた元少年（けがの影響で退学）の被告人質問があった。元少年は「自分は合図をしただけで、石は投げていない。投げる振りをした」と主張。「『投げない』と言っても仲間に納得してもらえないと思った」。死亡した男性を追いかける過程では、石を2回、男性の2～3メートル手前に投げたという。被害者らに石を投げた理由として元少年は、「当時、死にたいと思っていて、それ以外どうでもよかった」と述べた。そして、事件当時の心境は、「楽しいというより、投石で死亡した男性に鉄の棒を持って追いかけられたり、石を投げ返されたりする恐怖心を味わっていた。心霊スポットより恐怖心が味わえたので何度も行った」と説明した。元少年は、被害者らに謝罪を述べた一方で、「自分の今後についてもどうでもいい」と話した。

#### 論告・有期刑求刑
2021年3月18日(5回公判)で検察側は、当時会社員だった元少年に懲役8年、無職の少年に懲役6年を求刑した。一方弁護側は、当時会社員だった元少年は、4年6ヶ月が妥当と主張。無職の少年には執行猶予付きの判決を求めた。

#### 判決
2021年3月25日、岐阜地裁(出口博章裁判長)は、元会社員の少年に懲役5年、無職の少年に懲役4年を言い渡した。

#### 確定
2021年4月8日検察側、弁護側双方が控訴しなかった為、2人の元少年の刑が確定した。